# Zygaeninae
Le Zygaeninae Latreille, 1809 sono una sottofamiglia di lepidotteri appartenente alla famiglia Zygaenidae e diffusa in Europa, Asia e Africa.

## Distribuzione e habitat
I due generi compresi in questo taxon sono diffusi nel Paleartico occidentale, ed in particolare in Europa (soprattutto centro-meridionale), Asia occidentale (dal Mediterraneo al Caucaso ed alla Penisola Arabica) e Africa mediterranea
Tutte le specie frequentano ambienti erbosi accidentati e luoghi soleggiati.